# Vestit Delphos

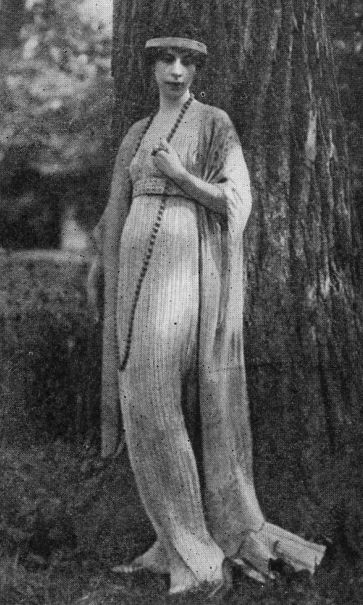
La senyora Condé Nast portant un dels vestits Delphos, dissenyat per Henriette Nigrin. Aquest bonic vestit de seda està finament prisat, i cau en línies allargades fins a terra, seguint de prop el cos.

El  vestit Delphos  va ser una línia de vestits, creada el 1907 per la modista i dissenyadora Henriette Nigrin, tot i que ha estat sovint atribuïda al pintor i dissenyador Marià Fortuny i de Madrazo, que fou el seu company i després el seu marit.
El Delphos proposava per a les dones un vestit format per una simple túnica de seda prisada, d'inspiració grecoromana. Cadascun dels vestits tenia un color únic, que s'obtenia mitjançant un bany en 15 tintes diferents, i tenia uns 400 plecs que permetien que la tela s'adaptés de manera perfecta al cos de la dona. Encara avui dia els vestits Delphos són altament apreciats. També és famós el mocador de seda Knossos, igualment inspirat en el món clàssic, de forma rectangular i amb dissenys geomètrics asimètrics, de la mateixa autoria.
La tècnica d'aplicar múltiples prisats sobre una fina tela de seda es feia amb una màquina que posaren a punt junts, Nigrin i Fortuny, la patent de la qual fou registrada a l'Institut Nacional de la Propietat Industrial de París el 10 de juny de 1909. Mariano Fortuny va reconèixer a la seva dona la creació d'aquesta màquina amb una nota manuscrita afegida sobre la patent: «Aquesta patent és de la propietat de la senyora Henriette Brassart, que n'és la inventora. He inscrit aquesta patent a nom meu per la urgència del seu registre. 10 de juny de 1909 a París, Fortuny»,
Aquesta preparació prisada dels teixits és la base del vestit Delphos, del qual Henriette Nigrin revela també ser-ne la creadora en una carta adreçada a Elsie Mcneill al moment de la venda de l'empresa a aquesta última, distribuïdora exclusiva dels teixits i models Fortuny als Estats Unitsː «Pel que fa al Delphos, (...) he vingut amb la determinació irrevocable de cessar la producció de caràcter comercial. Tenint en compte doncs que aquestes peces, encara més que moltes altres, són de la meva pròpia creació, vull que no siguin assumides per altres i, per tant, la paraula "final" s'ha de posar a la comercialització de la Delphos».
Tots dos van tenir un taller a Venècia amb cent treballadors, com explica el mateix pintor en la seva biografiaː «La meva dona i jo vam fundar un taller d'impressió al Palazzo Orfei amb un mètode completament nou... Aquesta indústria va començar amb xals de seda i es va desenvolupar amb vestits». I van obrir botigues a París i Londres, on es podien trobar tant els vestits, els teixits i coixins de Nigrin elaborats a Guidecca com els llums de Fortuny.
Les túniques Delphos van ser portades per dones famoses, de l'alta aristocràcia i del món de les arts. I van ser glossades per escriptors com D'Annunzio i Proust.
Se'n conserva un exemplar al Museu del Disseny de Barcelona, procedent de la col·lecció de l'antic Museu Tèxtil i d'Indumentària.